# Basílica de San Francisco (Mendoza)
La Basílica de San Francisco Solano se encuentra en Mendoza (Argentina). Fue construida en 1875. 
Alberga la imagen de la Virgen del Carmen de Cuyo, Patrona y Generala del Ejército de los Andes, y el bastón de mando del General José de San Martín, razón por la cual esta imagen fue replicada en el Templo Votivo de Maipú en Chile, en el lugar donde se logró el triunfo de dicho ejército.  En su interior se encuentra el mausoleo donde descansan los restos de Mercedes Tomasa de San Martín y Escalada, su esposo, Mariano Severo Balcarce y una de sus hijas, María Mercedes Balcarce y San Martín.

## Historia

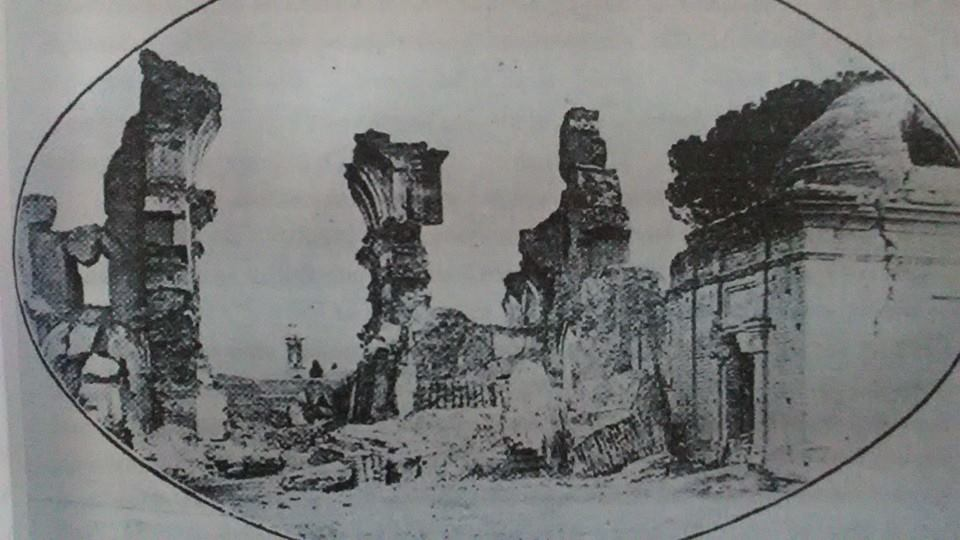
Ruinas del templo de San Francisco de Mendoza, tras el terremoto de 1861.

La iglesia original, ubicada en la actuales calles de Beltrán e Ituzaingó, pertenecía a los jesuitas, pero tras la expulsión de estos fue entregada a los franciscanos. En 1861 fue destruida por un terremoto que destruyó gran parte de la ciudad. En 1875 se cambió la ubicación de la iglesia, a Avenida España esquina Necochea, frente a la Plaza San Martín, mientras las ruinas del templo original se mantuvieron hasta 1906 cuando el gobernador Carlos Galigniana adquiere el sitio de dicho templo para dedicarlo a San Martín.
La nueva basílica fue proyectada por el arquitecto Urbano Barbier, para la Orden Franciscana, siendo construida en 1875. Fue la primera iglesia construida tras el destructivo terremoto de 1861, sin embargo un nuevo terremoto en 1920 destruyó sus torres y campanario. 
Fue declarada Monumento Nacional el 30 de julio de 1928.

## Características
Su fachada corresponde a una edificación de líneas neorrománicas, inspirado en la iglesia de la Trinidad de París. 
Dispone de una planta basilical de tres naves que en conjunto suman 2300 metros cuadrados. Construida con muros de ladrillo de 0,90 m de espesor, pero con doce grandes columnas con capiteles corintios sostienen el abovedado cielorraso y separan las naves.   Cuatro anchos pilares permiten definir un amplio atrio.   El diseño original contemplaba dos torres y un campanario central, los que tras ser destruidos en el terremoto de  1920 fueron descartados. Tiene un techo a dos aguas. 

## Dedicación

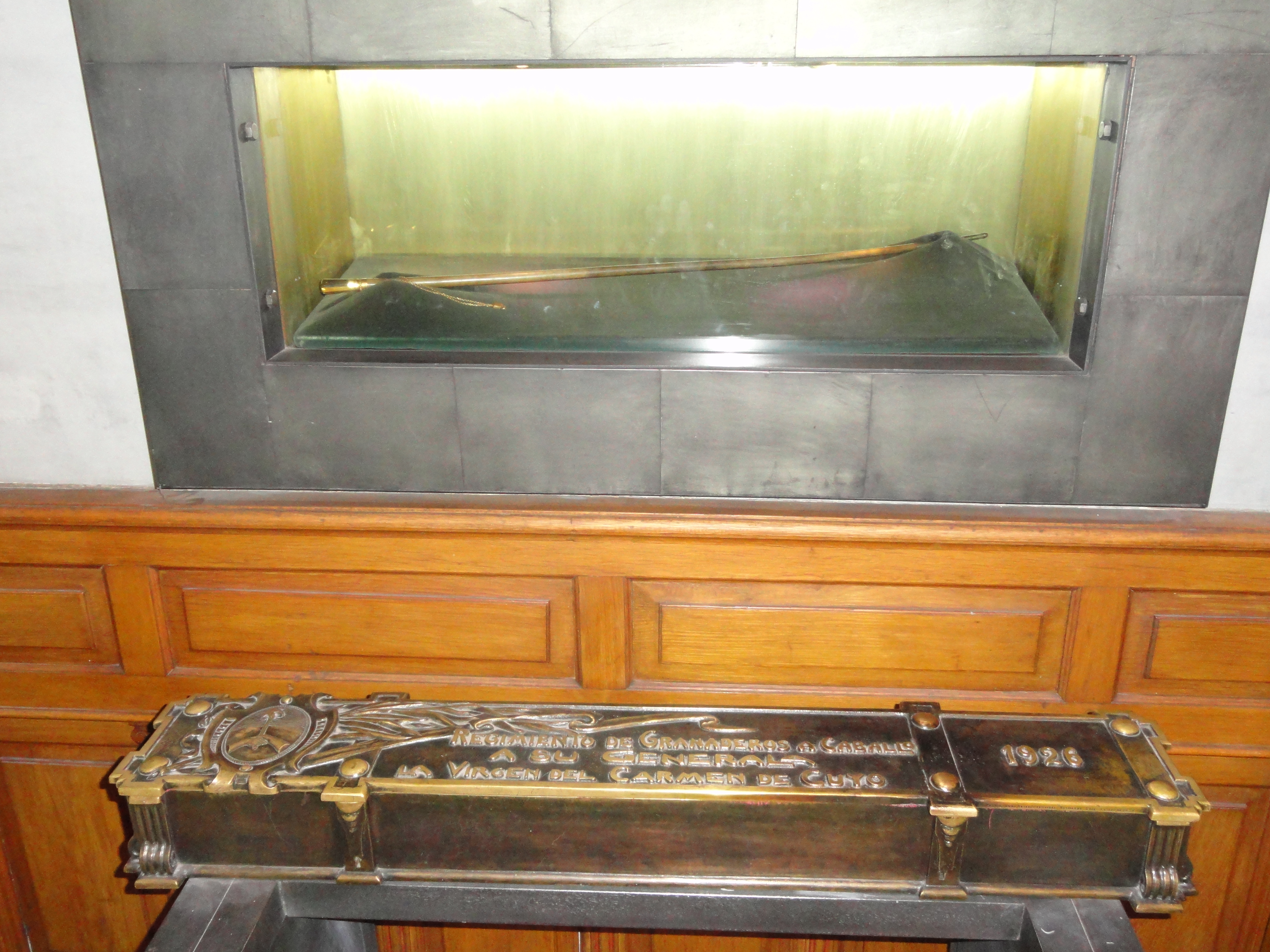
Bastón de mando del General José de San Martín

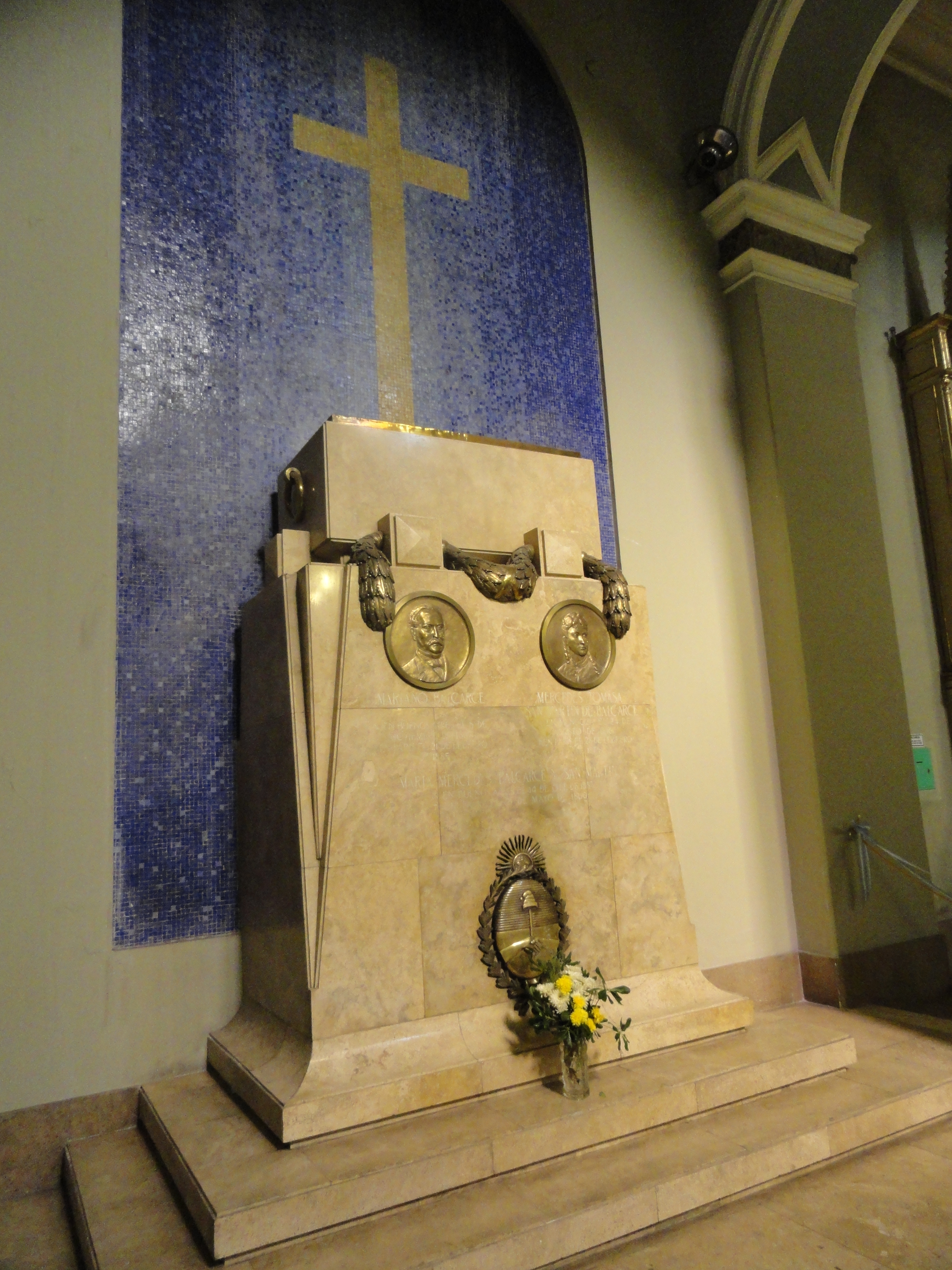
Mausoleo donde descansan los restos de Merceditas, su esposo e hija mayor

Dispone de la imagen de la Virgen del Carmen de Cuyo, declarada por San Martín,  Patrona y Generala del Ejército de los Andes. Dicha imagen es idéntica a la del  Templo Votivo de Maipú en Chile,  ordenado a construir por Bernardo O'Higgins, para agradecer la victoria  y cumplir la manda que hizo a la Virgen del Carmen, debido a la victoria del Ejército de Chile junto al Ejército de los Andes en los llanos de Maipú, donde se aseguró la Independencia de Chile. 
Se encuentra en exhibición  en el interior de  la iglesia el bastón de mando que usó el General San Martín  el cual, a su paso por la ciudad, donó cuando terminó su campaña en Perú.
En la nave sur se guardan los restos mortales de la hija de San Martín, Mercedes Tomasa; de su yerno, Mariano Balcarce y de su nieta María Mercedes, trasladados desde Francia en 1951. 